# Merops (database)
Merops è un database creato nel 1994, che raggruppa in modo gerarchico le peptidasi. Queste sono classificate in specie proteiche, famiglie e sottofamiglie.

## Classificazione
Le proteasi vengono classificate in specie o clan sulla base del loro sito catalitico: tra queste si possono citare, tra le altre, le aspartato endopeptidasi, cisteina endopeptidasi, serina endopeptidasi. Questa classificazione risale agli studi svolti da Hartley nel 1960. Ogni peptidasi viene anche assegnata a una famiglia sulla base di somiglianze statisticamente significative nella sequenza degli amminoacidi, e tutte le famiglie che si ritiene siano omologhe vengono raggruppate nella stessa specie. 
Inoltre possono essere distinte anche delle sottofamiglie costituite da proteasi della stessa famiglia e particolarmente omologhe tra loro. Per esempio, volendo ricercare la proteasi vegetale papaina, si dovrà cercare nell'ambito della specie delle cisteina endopeptidasi, detta CA, in cui si individua la famiglia C1 (detta "famiglia della papaina"), all'interno della quale si può distinguere la sottofamiglia A, nella quale a sua volta la papaina è inserita.
Ogni proteasi possiede un codice univoco che la identifica, caratterizzato da una lettera e un numero, ad esempio la papaina è inserita con il codice C01.001.

## Utilità
Il database offre alcune informazioni di base su ogni proteasi in esso contenuta, riguardanti la classificazione e nomenclatura e l'attività (ad esempio il sito catalitico o l'utilizzo industriale o farmaceutico). Inoltre sono riportate informazioni più approfondite tra le quali:
- Specificità del sito catalitico (in corrispondenza di quali amminoacidi viene esercitata l'azione enzimatica);
- Collegamenti a pagine supplementari che mostrano identificatori di sequenza e la struttura (se nota);
- Elenco degli inibitori della proteasi in questione;
- Riferimenti bibliografici e altro.

### Inibitori delle proteasi
In biologia, l'equilibrio tra le peptidasi e i loro inibitori è comunemente di massima importanza: il database MEROPS fornisce informazioni sugli inibitori delle peptidasi oltre che sugli enzimi stessi. Un'intera sezione è infatti dedicata agli inibitori, che sono assegnati a famiglie e clan più o meno allo stesso modo delle peptidasi. Anche in questo caso, MEROPS fornisce allineamenti di sequenza, alberi filogenetici e file di letteratura.